# 驪州高達寺址僧塔

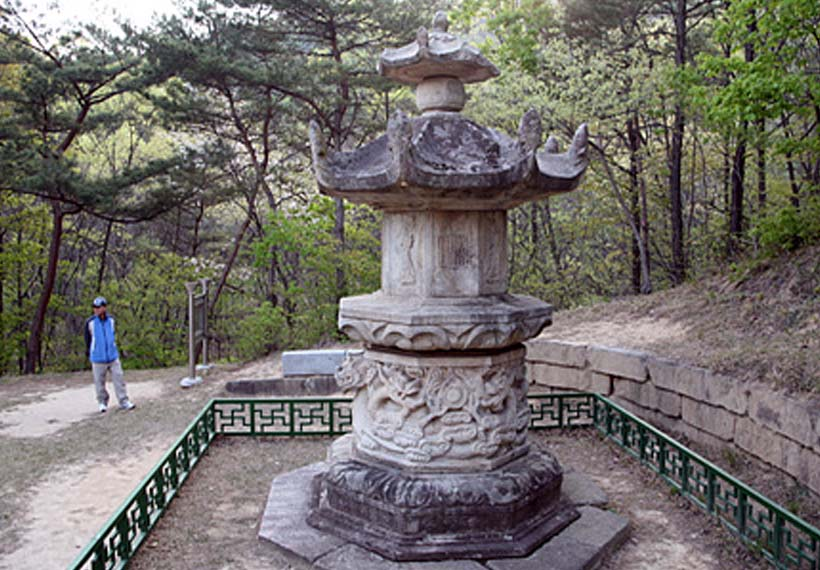
驪州高達寺址僧塔

驪州高達寺址僧塔（韓語：여주 고달사지 승탑），為 高麗初期（公元764年）建造於京畿道驪州市 高達寺址的僧塔，浮屠為八角形，刻有龍、龜、祥雲圖案
。據說該浮屠是元宗大師的墓塔，塔高3.4米，1962年12月20日，被指定為大韓民國國寶第4號。

## 歷史沿革
高達寺址是一座繁榮於新羅末期、高麗初期的花崗岩寺院。驪州高達寺址僧塔高度3.4米，塔的底部為八角形底座。塔的頭部為不完整的八角形寶蓋：雕塑著花朵圖案，放在一塊圓石上。
塔身由三個部位組成：
上石：雕刻「紀念碑的形狀」、「鎖的形狀」、「國王的雕像」，樸素具形式感。
中石：為中心，在上下石上雕塑蓮花圖案。
下石：是一個中心石的圓形，並雕刻兩隻烏龜，每隻烏龜之間雕刻四條龍及雲朵圖案。